# Constantin Crengăniș
Constantin Crengăniș (n. 1 noiembrie 1958, Iași, România) este un sculptor român.

## Biografie
Constantin Crenganis s-a născut la Iași. Este absolvent al Institutului de artă din Iași, Secția de artă plastică, specializarea sculptură-restaurare (șef promoție, 1992). În anul 2008 primește și titlul de "masters".

## Operă, expoziții, colecții, muzee
Expune încă din timpul studenției la saloanele anuale ale Filialei ieșene a Uniunii Artiștilor Plastici, al cărei membru titular devine în 1995. Participă la expoziția internațională de sculptură, Galați (1992), la salonul de sculptură, Bacău (1993), la expoziția "Experiment", Iași (1994), la expoziția "Artiști plastici ieșeni", București (1995) și expozițiile anuale ale Filialei UAP, sala Palatului, Iași (1990 - 2001). Prezent în expoziții de grup sau aniversare.  Profesor de specialitate (sculptură) la Liceul de artă, Iași, imediat după absolvire. Are lucrări în colecții particulare din România, Austria, Grecia, Franța, Germania.
Artă monumentală: "Dumitru Furtună", Dorohoi (1992); Busturi "Ion Creangă" și "Gheorghe Asachi", Iași Biserica Sfinții 40 de mucenici (1992-1993, marmură); Statuie "B.P. Hașdeu", Iași (1994, marmură); "Mihail Sturdza", Iași (1995-1996); Monument "Mihail Eminescu", Soroca, Republica Moldova (1997, bronz); Statuie "Haralamb Vasiliu", Podul Iloaiei, Iași (1998, bronz); Relief  "Aurel Vlaicu", mănăstirea Cetățuia, Iași (1997, bronz); Monumentul "Unirii Mari", creație sculptor Olga Sturdza donat orasului Iași 1927 (vechea locație: Fundația Ferdinand Copou, distrus 1947), reconstituit (1995- 1999, 1 Decembrie, marmură, locație noua - Piața Națiunii in fața Universității de Medicină și Farmacie Iași); Monumentul "Impăcării" (Reconstituirea giulgiului lui Crist), Iași (2001, marmură, h=3.10 m); Monumentul episcopului "Melchisedec Ștefănescu", Roman; Statuie "Ștefan cel Mare", Roman (2004, bronz); Sculptură monumentală decorativă  "Lei", Universitatea A.I Cuza Iași (2005-2006, piatră); Reconstiturie "Regele Ferdinand" (2007, gips), Biblioteca Universitară Iași; Busturi monumentale "Ion C. Brătianu, Ion Borcea, Mihai David, Radu Cernătescu, Ștefan Procopiu, Traian Bratu, Veniamin Costache, Simion Barnutiu", Aleea Rectorilor, Universitatea A.I. Cuza Iași (2009-2010, bronz); Monument "Alexandru cel Bun" (2009-2010, bronz); Monumentul "Prieteniei româno-elene", Piața grecească, Iași (marmură, h=3.50 m, în lucru).

## Premii
- Diploma de excelență pentru realizarea expoziției „In memoriam Dionisie Coca”, acordată de U.A.P. (2011)
- Premiul de onoare pentru realizarea monumentului „Ștefan cel Mare”, Roman (2004)

## Galerie

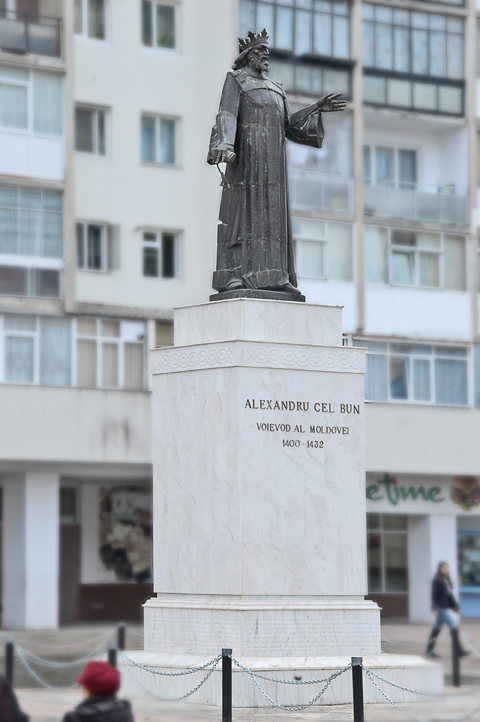
Monument "Alexandru cel Bun", amplasat in Piata Voievozilor din Iași
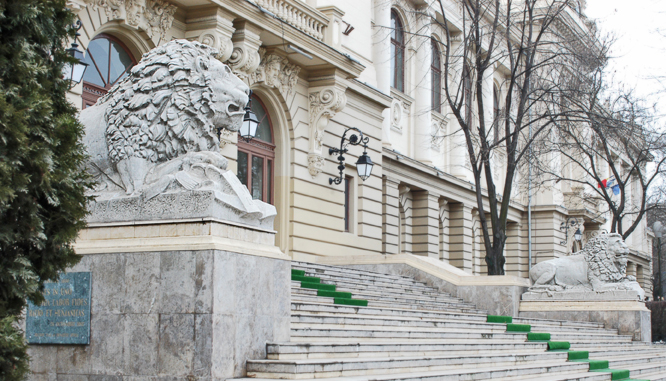
Sculptură monumentală "Lei"
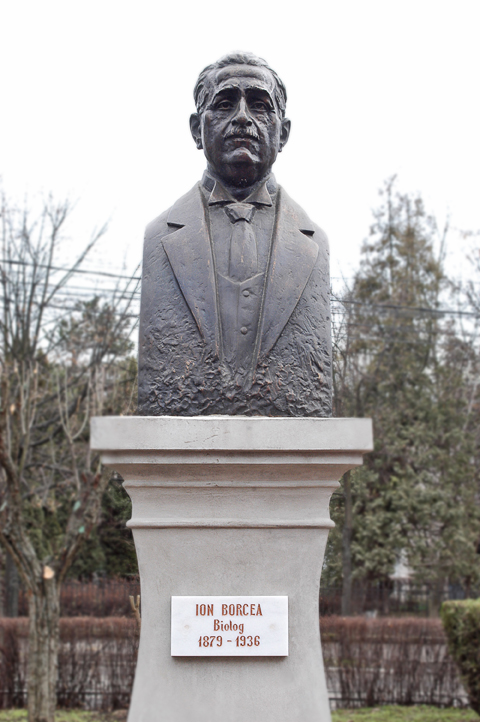
Bust monumental "Ion Borcea"
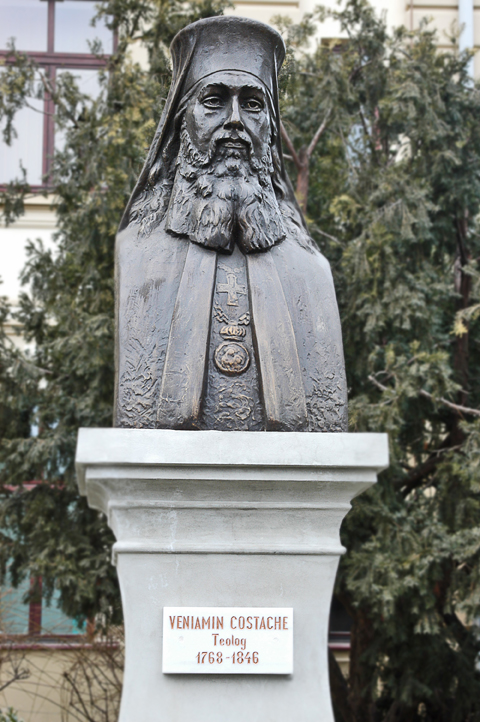
Bust monumental "Veniamin Costache"
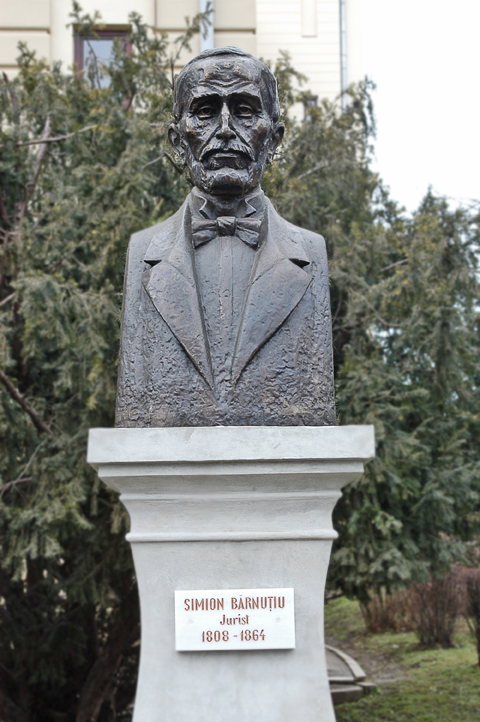
Bust monumental "Simion Bărnuțiu"
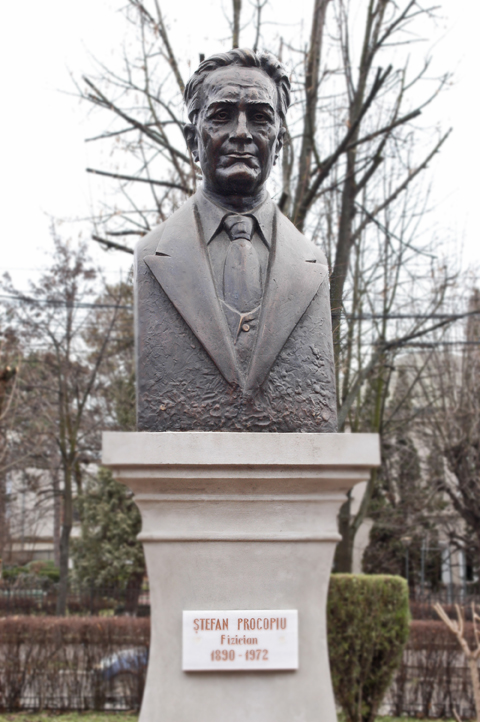
Bust monumental "Ștefan Procopiu"